# Colosseum (band)

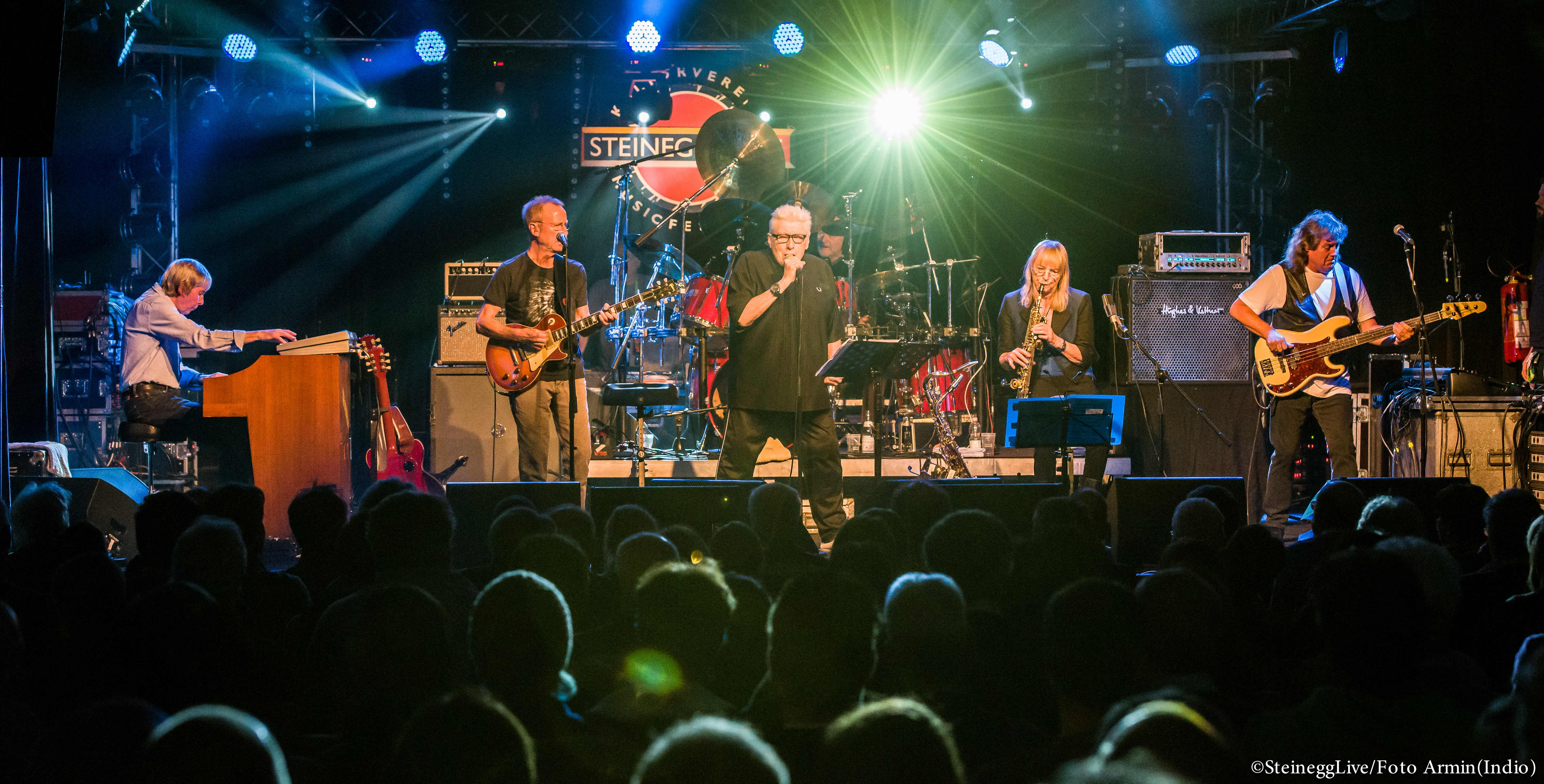
Colosseum live Steinegg Live Festival 2014.

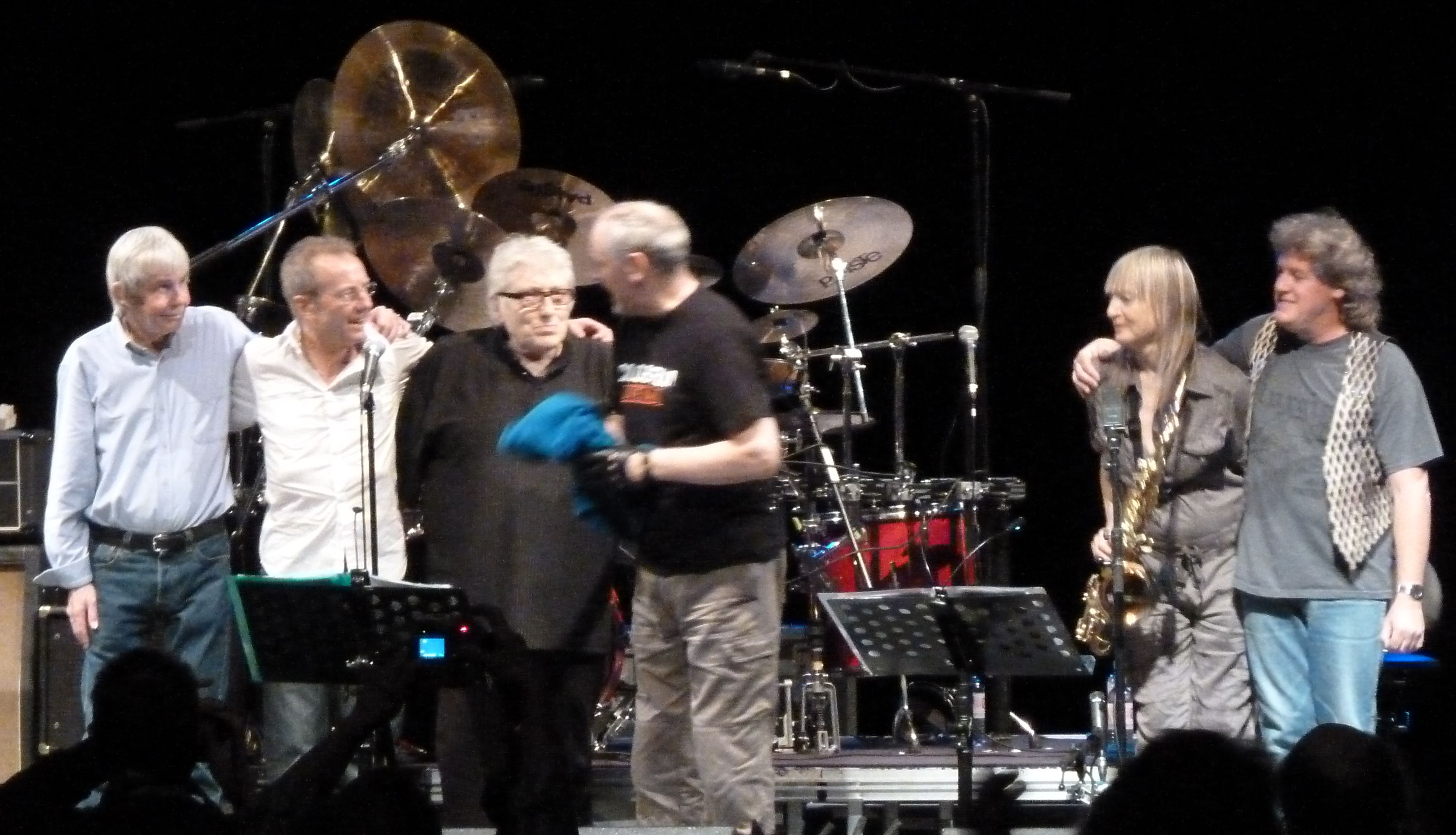
Colosseum in 2010

Colosseum is een Britse rockband die als een van de verantwoordelijke bands voor de ontwikkeling van de progressieve rock wordt beschouwd.

## Colosseum
De band werd gevormd in 1968 door drummer Jon Hiseman, tenorsaxofonist Dick Heckstall-Smith en basgitarist Tony Reeves. Alle drie hadden ze eerder gespeeld in John Mayall's Bluesbreakers. Daarnaast werden Dave Greenslade (organist) en Jim Roche (gitaar) gerekruteerd. Roche had slechts op één track meegespeeld toen hij werd vervangen door James Litherland (gitaar en zang). Ze hadden hun live debuut in Newcastle dat werd opgenomen door BBC Radio One DJ John Peel voor zijn radioprogramma Top Gear, zodat ze direct bekendheid kregen. 
Hun tweede album, in 1969, was Valentyne Suite, en wordt beschouwd als hun beste. Hierna werd  James Litherland vervangen door Dave "Clem" Clempson voor de productie van het album, The Grass Is Greener in 1970. Tony Reeves werd vervangen door Mark Clarke, en John Hiseman rekruteerde Chris Farlowe zodat Clempson zich kon concentreren op gitaarspelen. Ze brachten in 1970 Daughter of Time uit. In maart 1971 gaf de band een serie optredens die op een dubbelalbum in dat jaar uitkwam. In 1975 richtte Hiseman Colosseum II op

## Reünie
In 1994 vond een reünietour plaats, die werd gevolgd door het uitbrengen van een cd en nieuw studiomateriaal.

## Discografie
- Those About To Die Salute You  (1969)
- Valentyne Suite (1969)
- The Grass Is Greener (1970)
- Daughter of Time (1970)
- Colosseum Live (1971)
- Colosseum LiveS - The Reunion Concerts  (1994)
- Bread and Circuses (1997)
- Tomorrow's Blues (2003)
- Anthology (2000) (2-CD collection)
- Live05 (2007) (2-CD)
- Time On Our Side (2014)
- Restoration (2022)
- XI (2025)